# 60 Aquarii
60 Aquarii è una stella gigante gialla di magnitudine 5,89 situata nella costellazione dell'Aquario. Dista 444 anni luce dal sistema solare.

## Osservazione
Si tratta di una stella situata nell'emisfero celeste australe, ma molto in prossimità dell'equatore celeste; ciò comporta che possa essere osservata da tutte le regioni abitate della Terra senza alcuna difficoltà e che sia invisibile soltanto molto oltre il circolo polare artico. Nell'emisfero sud invece appare circumpolare solo nelle aree più interne del continente antartico. La sua magnitudine pari a 5,9 la pone al limite della visibilità ad occhio nudo, pertanto per essere osservata senza l'ausilio di strumenti occorre un cielo limpido e possibilmente senza Luna.
Il periodo migliore per la sua osservazione nel cielo serale ricade nei mesi compresi fra fine agosto e dicembre; da entrambi gli emisferi il periodo di visibilità rimane indicativamente lo stesso, grazie alla posizione della stella non lontana dall'equatore celeste.

## Caratteristiche fisiche
La stella è una gigante gialla; possiede una magnitudine assoluta di 0,22 e la sua velocità radiale negativa indica che la stella si sta avvicinando al sistema solare.

## Sistema stellare
60 Aquarii è un sistema multiplo formato da 3 componenti. La componente principale A è una stella di magnitudine 5,89. La componente B è di magnitudine 10,3, separata da 98,1 secondi d'arco da A e con angolo di posizione di 298 gradi. La componente C è, separata da 125,6 secondi d'arco da A e con angolo di posizione di 275 gradi.